# Pegomya aniseta
Pegomya aniseta este o specie de muște din genul Pegomya, familia Anthomyiidae. A fost descrisă pentru prima dată de Stein în anul 1907. Conform Catalogue of Life specia Pegomya aniseta nu are subspecii cunoscute.